# حسن الصندل
حسن الصندل (بالإنجليزية: Hassan Al-Sandal)؛ مواليد 5 سبتمبر 1987 في الأحساء، السعودية، هو لاعب كرة قدم سعودي.
لعب سابقاً لأندية العدالة وهجر و الفيصلي والاتفاق و العروبة .

## روابط خارجية
- حسن الصندل على موقع Soccerway.com (الإنجليزية)